# Panamicorbula ventricosa
Panamicorbula ventricosa is een tweekleppigensoort uit de familie van de Corbulidae. De wetenschappelijke naam van de soort is voor het eerst geldig gepubliceerd in 1850 door A. Adams & Reeve.